# لوفت‌هانزا کارگو

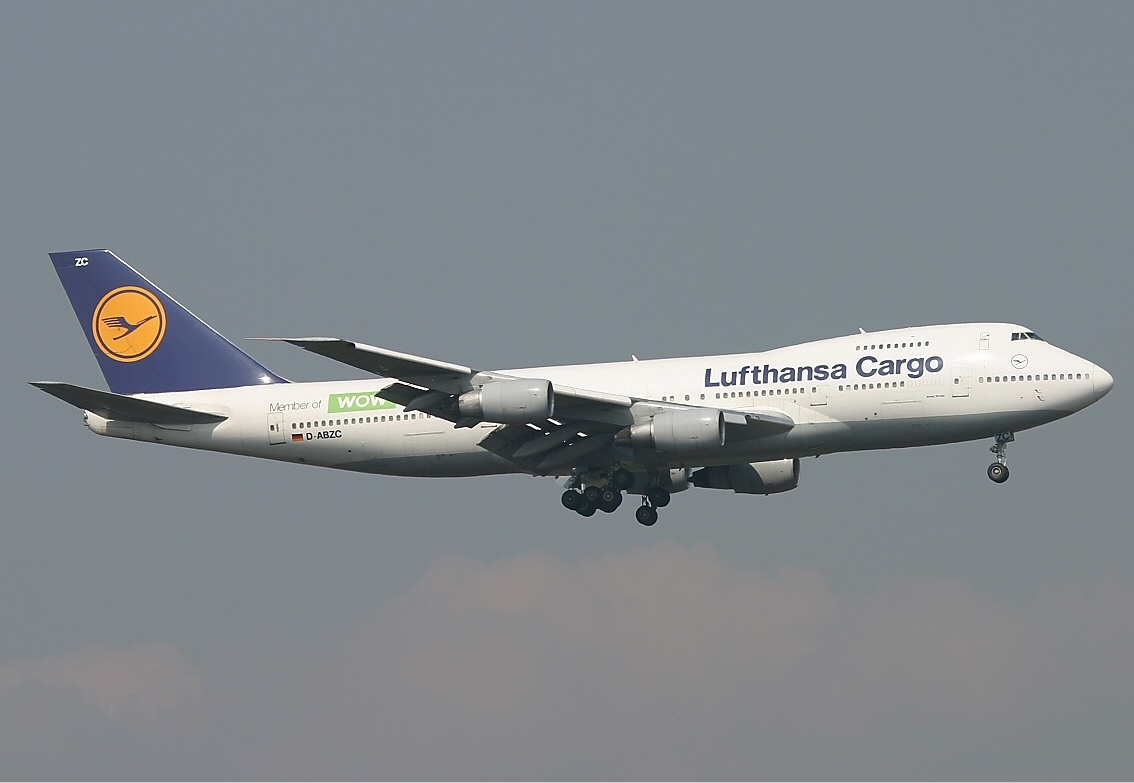
هواپیمای بوئینگ ۷۴۷-۲۰۰ متعلق به لوفت‌هانزا کارگو

لوفت‌هانزا کارگو (به آلمانی: Lufthansa Cargo) شرکت هواپیمایی باری آلمانی است، که در سال ۱۹۹۴ تأسیس شد و در حال حاضر به‌عنوان بخش باربری و زیرمجموعه‌ای از گروه لوفت‌هانزا، روزانه به ۵۷ مقصد، در قاره آمریکا، آسیا، اروپا و آفریقا، پروازهای مستقیم دارد.
دفتر مرکزی شرکت لوفت‌هانزا کارگو در شهر فرانکفورت، آلمان قرار دارد و فرودگاه بین‌المللی فرانکفورت، فرودگاه بین‌المللی راجیو گاندی، فرودگاه یملیانو و فرودگاه تولمچوا، قطب‌های این شرکت هواپیمایی به‌شمار می‌آیند. شرکت لوفت‌هانزا کارگو در حال حاضر در ناوگان هوایی خود، دارای ۱۲۴ فروند هواپیمای باری می‌باشد.

## ناوگان
ناوگان فعلی
| هواپیما            | تعداد |
| ------------------ | ----- |
| ایرباس ای321-200اف | 4     |
| بویینگ 777اف       | 10    |

ناوگان پیشین
| هواپیما           | تعداد | ورود به ناوگان | بازنشستگی |
| ----------------- | ----- | -------------- | --------- |
| بویینگ 737-200اف  | 3     | 1993           | 1997      |
| بویینگ 747-200اف  | 10    | 1981           | 2005      |
| مگ داگلاس دی سی 8 | 5     | 1993           | 1997      |
| ام دی11اف         | 19    | 1998           | 2021      |